# Гиниятуллин, Габбас Гиниятуллович
Габба́с Гинияту́ллович Гинияту́ллин (15 мая 1905 — 13 апреля 1968) — участник Великой Отечественной войны, Герой Советского Союза (1943).

## Биография
Родился 15 мая 1905 года в деревне Кзыл-Ялан Чистопольского уезда Казанской губернии (ныне Чистопольского района Татарстана) в семье крестьянина. Татарин. Окончил 4 класса. Работал в колхозе. В РККА служил в 1927—1929 годах и с 1941 года.
Командир отделения противотанковых ружей 69-й механизированной бригады 9-го механизированного корпуса 3-й гвардейской танковой армии Воронежского фронта, сержант Гиниятуллин Габбас Гиниятуллович в ночь на 22 сентября 1943 года одним из первых переправился через Днепр в районе села Зарубинцы. Его подразделение участвовало в бою за село Григоровка, отражало контратаки противника, уничтожив 2 танка и несколько гитлеровцев. В боях за Днепр был тяжело ранен.
Указом Президиума Верховного Совета СССР от 17 ноября 1943 года Габбасу Гиниятулловичу Гиниятуллину присвоено звание Героя Советского Союза с вручением ордена Ленина и медали «Золотая Звезда».
После длительного лечения в госпитале вернулся в родное село, где и проживал в дальнейшем. Скончался 13 апреля 1968 года.

## Награды
- Медаль «Золотая Звезда» Героя Советского Союза (17.11.1943)[2][3].
- Орден Ленина (17.11.1943).
- Орден Красной Звезды (05.10.1943)[4].
- Медаль «За отвагу» (22.11.1942)[5]
- Медали.